# Národní ústav lidové kultury
Národní ústav lidové kultury je státní organizace sídlící ve Strážnickém zámku v okrese Hodonín. Ústav je příspěvkovou organizací Ministerstva kultury České republiky.. Je pověřen, jako národní odborné pracoviště, o péči o tradiční a lidovou kulturu na území České republiky. Předchůdce tohoto ústavu byl, pod názvem Krajské středisko lidového umění, zřízen ve Strážnici Krajským národním výborem gottwaldovského kraje již v roce 1956. Současný ústav vznikl nabytím platnosti zřizovací listiny 1. ledna 2009, která nahradila dřívější opatření ministra kultury z roku 1990.
Národní ústav lidové kultury je pořadatelem Mezinárodního folklorního festivalu a v rámci implementace Úmluvy o zachování nemateriálního kulturního dědictví vede Seznam nemateriálních statků tradiční lidové kultury České republiky.